# Краснокутський Сергій Валерійович
Краснокутський Сергій Валерійович (нар. 26 вересня 1978, Долинська, Кіровоградської обл., УРСР) —  генерал-лейтенант Держспецзв'язку,  доцент, кандидат юридичних наук, заслужений економіст України.

## Біографія
- У 2003 році закінчив Національний університет внутрішніх справ, де отримав кваліфікацію юриста.
- 2003 — Старший консультант секретаріату депутатської фракції політичних партій апарату ВР України.
- 2003-2004 — Помічник глави МВС України.
- 2004-2006 — служив в органах МВС України.
- 2006-2007 — Адвокат «Столичної колегії адвокатів».
- 2007 — Заступник начальника Управління внутрівідомчого контролю — начальник відділу безпеки та запобігання проявам корупції МНС України.
- 2007-2008 — Проректор, доцент кафедри теорії та практики прокурорської діяльності Національної академії прокуратури України.
- 2008-2009 — Перший заступник Голови Державного комітету України з державного матеріального резерву.
- 2009-2010 — Заступник Міністра економіки України.
- 2010-2010 — Заступник Міністра транспорту та зв'язку України — голова Державної адміністрації зв'язку.
- 2010-2011 — Голова Державної служби зв'язку України.
- 2011-2012 — Заступник голови Держслужби спецзв'язку та захисту інформації України. Указами Президента України присвоєне звання генерал-майора держспецзв'язку, а через тиждень присвоєне чергове військове звання: генерал-лейтенант держспецзв'язку.
- 2013, під час Революції гідності втік за кордон[джерело?].